# Stratusmob
Stratusmob Blaj este o companie producătoare de mobilier din lemn din România.
Compania are o experiență de 40 de ani în domeniul executării produselor din lemn și produce: mobilier (modern: biblioteci, bucătării, mobilier pentru hoteluri, etc. și rustic din lemn de stejar, fag, plop, tei), placaj, plăci fibrolemnoase din lemn (PFL), produse de tapițerie: saltele relaxa, miezuri elastice.
Cea mai mare parte din producția societății este exportată în Uniunea Europeană.
În anul 2005, compania a avut o cifră de afaceri de 10,9 milioane euro și un număr de peste 1.430 de angajați.
Structura acționariatului:
RH Property Bussines Group SRL - deținător a 10.650.000 acțiuni, reprezentând 29,17 % din capitalul social.
Bolero Spring SRL - deținător a 10.650.000 acțiuni, reprezentând 24,73 % din capitalul social.
Acționari persoane fizice deținători ai unui număr total de acțiuni reprezentând 45,21% din capitalul social.
Alți acționari persoane juridice deținători ai unui număr total de acțiuni reprezentând 0,89% din capitalul social.
RH Property Bussines Group SRL București și Bolero Spring SRL București fac parte din grupul de firme Regent House Group ce aparține omului de afaceri Nicolae Rațiu, fiul fostului om politic Ion Rațiu. Nicolae Rațiu a cumpărat societatea în 2008, în plin avânt economic.
După numai 1 an de zile a intrat în insolvență ca urmare a unor decizii manageriale greșite cum ar fi contractarea de credite peste posibilitățile financiare ale societății.
Compania a intrat în faliment la începutul anului 2013.
Număr de angajați:
- 2008: 1.000 [3]
- 2011: 300 [3]